# Васильевщина (Парфинский район)
Васильевщина — деревня в Парфинском муниципальном районе Новгородской области, входит в Полавское сельское поселение.
Деревня расположено на левом берегу реки Пола, в 6 километрах к юго-западу от села Новая Деревня. Неподалёку расположен мост через Полу, соединяющий автомобильные дороги на левом берегу Полы на Залучье и Демянск, а на правом берегу через Налючи к железнодорожной станции в посёлке Пола и к деревне Беглово.

## История
В 1894 году в Налючах был открыт земский Пятый врачебный участок Старорусского уезда Новгородской губернии — Васильевщинский, а в 1897 году приемный покой был переведен в деревню Васильевщину. Покой имел 5 койко-мест. Было также здесь и Васильевщинское отделение Старорусской почтово-телеграфной конторы.
До весны 2010 года деревня относилась к Новодеревенскому сельскому поселению.
В деревне есть воинское захоронение советских воинов погибших здесь в годы Великой Отечественной войны.